# ان تی (کاست)
ان تی(گاهی اوقات با نام (سوپمن ) به بازار معرفی می شود ) یک سیستم ضبط کننده ی یادداشت دیجیتالی است که در سال 1992 توسط شرکت سونی معرفی شد. سیستم NT برای که توسط المپیوس معرفی شده بود مقابله با میکروکاسو مینی‌کاست که توسط فیلیپس ارائه شده بود، معرفی شد.

## طراحی
این سیستم براساس سیستم آر-دت بود که یادداشت‌ها را با استفاده از اسکن مارپیچی روی میکروکاست‌های خاص انباشته می‌کرد که 30 میلی متر در 21.5 میلی متر در 50 میلی متر با عرض نوار 2.5 میلی متر بود.  با ظرفیت ضبط تا حد 120 دقیقه مشابه نوار صوتی دیجیتال . کاست ها در سه نسخه ارائه می شوند: سونی ان تی سی -60 , -90 , -120، که هریک مدت زمان (بر حسب دقیقه) را که کاست می تواند ضبط کند را ، توصیف می کنند.
ان تی مخفف نان - ترکینگ ( غیر ردیابی ) است، یعنی که هد دستگاه به طور دقیق در مسیر نوار پیروی نمی کند. در عوض، هد روی نوار تقریباً با زاویه و سرعت درست حرکت می کند، اما بیش از یک بار روی هر مسیر عبور می‌کند. داده‌های هرمسیر بر روی نوار در بلوک‌هایی با اطلاعات آدرس‌دهی ذخیره می‌شوند که امکان تجدید بنای حافظه را از چندین بار فراهم می‌کند. این به طور قابل توجهی دقت مکانیکی مورد نیاز را کم می کند و پیچیدگی، اندازه و هزینه ضبط کننده را کاهش می دهد.
ویژگی دیگر کاست های ان تی عدم بارگذاری است، به این معنی که در عوض مکانیزمی برای بیرون کشیدن نوار از کاست و پیچیدن آن به دور درام، درام به داخل کاست فشار داده می شود تا همان اثر ایجاد شود . این موضوع همچنین به طور قابل توجهی پیچیدگی، اندازه و هزینه مکانیسم را کم می کند.
نمونه برداری صدا به صورت استریو با فرکانس 32  کیلوهرتز و با کوانتیزاسیون غیرخطی 12 بیتی، که مطابق با کوانتیزاسیون خطی 17 بیتی است . داده های نگاشته شده روی نوار در بلوک های داده بسته بندی شده و با مدولاسیون انحراف کم ال دی ام-2 کدگذاری می شوند.

## کاربرد

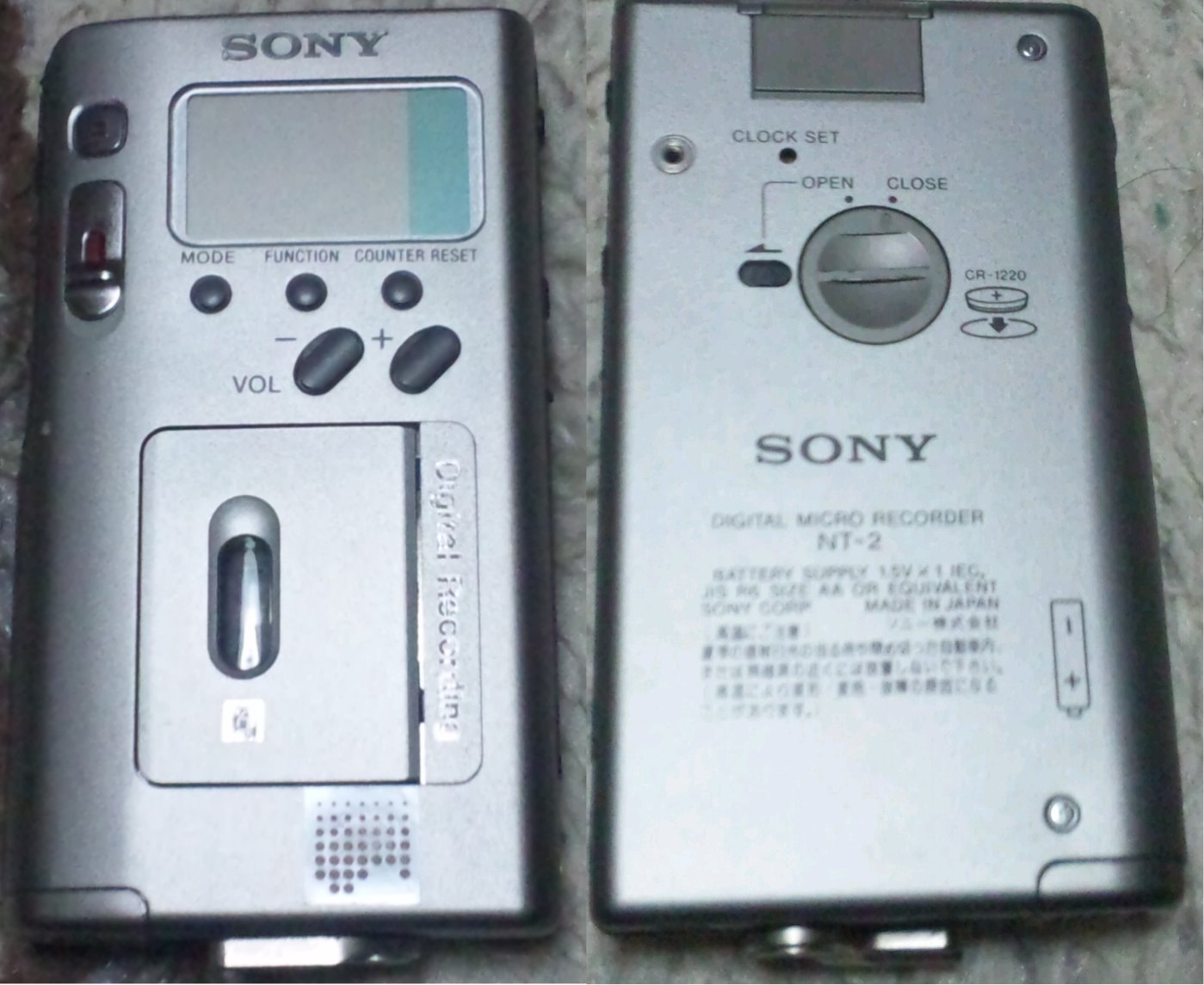
میکرو ضبط دیجیتال سونی ان تی-دو

ضبط‌کننده میکرو دیجیتال سونی ان تی-1 که در سال 1992 معرفی شد، یک ساعت واقعی دارد که سیگنال زمان را در مسیر دیجیتال در کنار داده های صوتی ضبط می‌کند و برای روزنامه‌نگاری، پلیس و کارهای حقوقی مفید است. با توجه به حافظه بافر دستگاه،می تواند به طور خودکار جهت نوار را در انتهای چرخک بدون وقفه در صدا برعکس کند. ضبط کننده از یک سلول به اندازه "ای ای" برای برق اصلی ، به علاوه یک سلول لیتیومی جداگانه سی آر-1220 برای تامین برق مداوم به ساعت واقعی استفاده می کند. سونی ان تی-دو ، جانشین بهتر شده ی ضبط‌کننده میکرو دیجیتال سونی ان تی-یک بود ، که در سال 1996 معرفی شد، آخرین دستگاه این سری بود.
در صنعت فیلم و اجرای قانون کاست های ان تی استفاده می شدند، به دلیل اینکه کیفیت آن نسبت به بیشتر ضبط کننده های صوتی قابل حمل در آن دوره زمانی بیشتر بود.قسمت داده جاسازی شده در ضبط، علاوه بر ضبط روی نوار اختصاصی در قالب اختصاصی، آن را به گزینه ای عالی برای اجرای قانون تبدیل کرده است.با پیشرفت فناوری دیجیتال و پذیرش در سیستم های قضایی ایالات متحده، ان تی دو با دستگاه هایی جایگزین شد که روی درایوهای داخلی و رسانه های دیجیتال قابل جابجایی ضبط می شدند. رسانه جدید بسیار مقرون به صرفه‌تر بود و با هزینه کمتر ضبط‌های صوتی کیفیت ممتازی داشتند . همین طور ایجاد نسخه‌های قابل قبول در دادگاه به کمک رسانه‌های دیگر، علاوه بر کاست‌های ان تی دو ، آسان‌تر بود.
از سال 1994، کاست‌های ان تی با نام تجاری جدید به عنوان رسانه ذخیره‌سازی در سیستم پشتیبان گیری دیتاسونیکس پرئوس استفاده شدند، که ظرفیت آن برای هر نوار تا 1.25 گیگابایت است. به دلیل هزینه های اضافی و نسبت های متغیر فشرده سازی داده ها، مقدار واقعی داده های انباشته شده می تواند به طور قابل توجهی کمتر از یک گیگابایت باشد.

## مراجع
- هیمنو، تاکوجی (1993).  "ضبط نوار مغناطیسی با چگالی بالا به روش غیر ردیابی".  الکترونیک و ارتباطات در ژاپن (قسمت دوم از الکترونیک).
- مروری از ان تی-1 سونی اسکوپمن و داده های تکنیکی به زبان آلمانی
- مقاله ای درباره ی دیتاسونیکس پرئوس در موزه ی رسانه های متروک
- سیستم پشتیبان گیری کاست دیتاسونیکس پرئوس در یوتوب